# Neohebestola vitticollis
Neohebestola vitticollis es una especie de escarabajo longicornio del género Neohebestola, tribu Forsteriini, subfamilia Lamiinae. Fue descrita científicamente por Blanchard en 1851.

## Descripción
Mide 10-13 milímetros de longitud.

## Distribución
Se distribuye por Argentina y Chile.